# Aneta Nowakiewicz
Aneta Małgorzata Nowakiewicz – polska profesor nauk rolniczych, pracownik naukowy Katedry Przedklinicznych Nauk Weterynaryjnych Uniwersytetu Przyrodniczego w Lublinie, prodziekan Wydziału Medycyny Weterynaryjnej Uniwersytetu Przyrodniczego w Lublinie.

## Życiorys
W 2001 ukończyła studia medycyny weterynaryjnej w Akademii Rolniczej w Lublinie, w 2005 r. obroniła rozprawę doktorską pt. Współczesne metody różnicowania diagnostycznego szczepów z rodzaju Malassezia izolowanych z przypadków klinicznych, przygotowanej pod kierunkiem prof. Grażyny Ziółkowskiej. W 2017 r. habilitowała się na podstawie pracy zatytułowanej Fenotypowa i genotypowa analiza oporności szczepów Enterococcus spp. w aspekcie gatunku drobnoustroju i źródła pochodzenia. W 2022 r. uzyskała tytuł profesora nauk rolniczych. 
Jest profesorem w Katedrze Przedklinicznych Nauk Weterynaryjnych i prodziekanem na Wydziale Medycyny Weterynaryjnej Uniwersytetu Przyrodniczego w Lublinie.